# القديس فابيوس
القديس فابيوس (بالإنجليزية: Saint Fabius) (ولد في موريطنية ، توفي 303 أو 304 في القيصرية، كان شهيد الإمبراطورية الرومانية من موريطانيا القديمة، يتم تبجيله كقديس للكنيسة الكاثوليكية. من المقرر في 31 جويلية.